# Nachchaduwa Division
Nachchaduwa Division är en division i Sri Lanka.   Den ligger i provinsen Norra Centralprovinsen, i den centrala delen av landet, 160 km norr om huvudstaden Colombo.